# Мухаммад бин Бахтияр Хильджи
Ихтияр аль-Дин Мухаммад Бахтияр Хильджи (перс. اختيار الدين محمد بختيار خلجی‎) , также известный в народе как Бахтияр Хальджи (бенг. বখতিয়ার খলজী; ? — 1206) — первый мусульманский губернатор Бенгалии (1204—1206), тюрко-афганский военачальник, который руководил мусульманским завоеванием восточно-индийских районов Бенгалия и Бихар.
Мусульманское вторжение в Индию в 1197—1206 годах привело к массовому бегству и убийствам буддийских монахов, а также нанесло серьезный урон традиционным буддийским высшим учебным заведениям в Северной Индии. В период правления династии Хильджи в Бенгалии началось насаждение ислама и вытеснение буддизма.
Бахтияр Хильджи также начал военную кампанию в Тибет, в которой он умер в 1206 году. Его сменил Мухаммад Ширан Хильджи (1206—1208).

## Ранняя жизнь
Бахтияр Хильджи родился и вырос в Гармсире, провинция Гильменд, на территории современного Южного Афганистана. Он был выходцем из племени халаджей. Это племя имело тюркское происхождение и после расселения на юго-востоке Афганистана в течение более 200 лет проходило процесс пуштунизации, что в конечном итоге привело к созданию племени гильзаев (гильджи).

## Начало карьеры
Предание гласит, что Хильджи было предсказано завоевание Бенгалии во главе 18 всадников. Мухаммад бин Бахтрияр Хильджи был простого происхождения, имел длинные руки, простиравшиеся ниже колен, невысокий рост и неприятное выражение лица. Сначала он был назначен деван-и-ардом в Гуре. Затем он прибыл в Индию примерно в 1193 году и попытался вступить в армию гуридского наместника и командующего Кутб ад-Дина Айбака, но ему было отказано в звании. Затем он отправился дальше на восток и поступил на службу к Малику Хизбар ад-Дину, а затем командовал отрядом в Бадаюне на севере Индии, где Малик Хусам ад-Дин признал его достойным. Хусам подарил ему земельный участок юго-востоке современного Мирзапурского района. Бахтияр Хильджи вскоре обосновался там и совершил успешные набеги на слабо защищенные районы на востоке.

## Завоевания
Карьера Хильджи приняла новый оборот, когда он покорил Бихар в 1200 году . Эта попытка принесла ему политическое влияние при дворе гуридского наместника в Дели. В том же году он повел свои войска в Бенгалию. Когда он подошел к городу Набадвип, говорят, что он продвигался так быстро, что только 18 всадников из его армии могли поспевать за ним. Он завоевал Набадвип у индуистского царя Лакшмана Сена в 1203 году. Вскоре Хильджи захватил город Гаур, важный город в государстве Сена, и подчинил большую часть Бенгалии.
Вторжения Бахтияра Хильджи, как полагают, серьезно повредили буддийские заведения в Одантапури и Викрамашила. В «Табакат-и Насири» Минхадж-и-Сираджа предполагается, что Бахтияр Хильджи разрушил буддийский монастырь, который автор в своем описании приравнивает к городу, который он называет «Бихар», а из того, что солдаты узнают, называется Вихара. Историк Андре Винк считает, что этот монастырь был Одантапури. По словам буддийского ученого начала XVII века Таранатха, захватчики вырезали многих монахов в Одантапури и разрушили Викрамашилу. Тибетский паломник Дхармасвамин, посетивший этот регион в XIII веке, заявляет, что Викрамашила был полностью стерт с лица земли турушскими (тюркскими) захватчиками, а Наланда, первый университет в мире, был полностью разрушен вместе с миллионами книг, которые были сожжены. Считается, что библиотека в университете Наланды горела 3 месяца.

## Смерть и последствия
Ихтияр аль-Дин Мухаммад Хильджи покинул город Девкот в 1206 году, чтобы вместе со своим компаньоном вождем местного племени Али Мехом, напасть на Тибет, оставив своего заместителя Али Мардана Хильджи в Горагат-Упазиле, чтобы наблюдать за восточной границей из своей штаб-квартиры в Барисале. Войска Хильджи потерпели сокрушительное поражение от тибетских партизан в долине Чумби во время его тибетской экспедиции по незнакомой горной местности, что вынудило его отступить. Затем Бахтияр Хильджи вернулся в Девкот с примерно сотней уцелевших солдат. По возвращении Ихтияра Хильджи, когда он лежал больной в Девкоте, Али Мардан убил его.
Затем знать племени Халадж назначили Мухаммеда Ширана Хильджи (1206—1208) преемником Бахтияра. Верные войска под командованием Ширана Хильджи отомстили за смерть Ихтияра, заключив в тюрьму Али Мардана. В конце концов Али Мардан бежал в Дели и спровоцировал делийского султана Кутб ад-Дина Айбака на вторжение в Бенгалию. Али Мардан вернулся вместе с правителем Ауда Кайемазом Руми и свергнул Шираном. Ширан Хильджи бежал в Динаджпур, где позже и умер. Его преемником стал Гийас-ад-Дин Иваз Хильджи (1208—1210, 1212—1227). Али Мардан бежал и был назначен губернатором Бенгалии Кутб-уд-Дином Айбаком, но был убит в 1212 году. Гийас-ад-дин вновь пришел к власти и провозгласил свою независимость.

## Наследие
Аль Махмуд (1936—2019), ведущий бангладешский поэт, написал книгу стихов под названием «Bakhtiyarer Ghora» («Horses of Bakhtiyar») в начале 1990-х годов. Он изобразил Халджи достойным похвалы героем мусульманского завоевания Бенгалии. Во время правления Бахтияра Хильджи ислам приобрел большое количество новообращенных в Индии. Мухаммад Бахтияр Хильджи велел читать хутбу и чеканить монеты на свое имя. Мечети, медресе и ханаки возникли в новой обители ислама благодаря покровительству Бахтияра, и его примеру подражали его эмиры.